# Glyptotendipes varipes
Glyptotendipes varipes är en tvåvingeart som först beskrevs av Maurice Emile Marie Goetghebuer 1927.  Glyptotendipes varipes ingår i släktet Glyptotendipes och familjen fjädermyggor. Inga underarter finns listade i Catalogue of Life.